# Fundición La Constancia
La Fundición La Constancia, fue fundada en Linares en 1877 por los hermanos Caro. A la fundición se añadía la fabricación de construcciones destinadas a la minería, la agricultura y el ferrocarril. Integrada en 1901 en la Sociedad Española de Construcciones Metálicas, se mantuvo en producción hasta 1989.

## Desarrollo de la fábrica
Desde su fundación La Constancia se situó entre las principales empresas de construcciones metálicas del país. En 1901 se creó en Bilbao, por iniciativa del Marqués de Urquijo, la Sociedad Española de Construcciones Metálicas (SECM), con el fin de integrar las compañías españolas dedicadas a la fabricación de constructores metálicas. En ella se integró la Fundición La Constancia, tal como deja testimonio el gran rótulo que aún se puede ver en la fachada del edificio de oficinas. Las otras empresas integradas en la SCEM fueron: Maquinaria Guipuzcoana de Beasáin, Talleres de Zorroza, de Bilbao y Cifuentes y Stoldz de Gijón. En la Memoria dela SECM del año 2002, queda constancia del papel que desempeñaba La Constancia, pues su producción bruta suponía 1/5 del de toda al Sociedad, mientras que sus beneficios alcanzaban 1/4 de los totales.
Aunque la integración en la SECM reforzó la producción de material ferroviario, no limitó a su producción a este campo, continuando la producción de "máquinas para agricultura, calderas para motores, prensas hidráulicas para la extracción de aceite, molederos, desbastadoras de orujo, etc."
Durante la guerra civil (1936-1939), en La Constancia se fabricaron bombas para la aviación, granadas de mano e incluso algunos carros de combate para el ejército republicano, y en sus instalaciones se dispuso de dos refugios antiaéreos para defenderse de los bombardeos que sufrió Linares, precisamente por tratarse de un importante centro de producción industrial.
En 1908, se prolongó el trazado de la línea férrea Linares-Almería desde la estación de Linares-Baeza a la nueva estación de Linares-San José, construida junto al núcleo urbano de Linares. Para aprovechar esa conexión con toda la red de ferrocarriles española, se construyó una hijuela desde la estación de San José hasta un apartadero en el interior de la fábrica de La Constancia, donde lo que permitía distribuir su producción por ferrocarril. El apartadero se mantuvo hasta 1975, en que suprimió el transporte —desde 1961 solo de mercancías— entre la estación de Linares-Baeza y la de Linares-San José.
La fábrica de La Constancia, continuó su producción hasta su cierre en 1989, cuando contaba con una plantilla de 62 trabajadores.

## Sus instalaciones

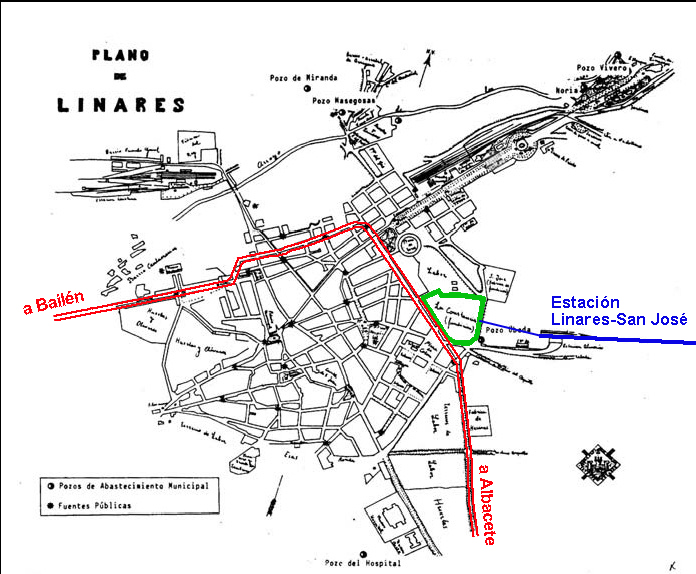
Localización de las instalaciones de La Constancia -delimitada con una línea verde- en un plano de Linares de 1920

Las instalaciones de La Constancia ocuparon una superficie de unas 2 hectáreas y media, situada junto a la carretera N-322, Bailén-Albacete en el trayecto que discurría al nordeste y a poca distancia del núcleo urbano de la ciudad. El desarrollo urbano de Linares, superó esa carretera de modo que la fábrica quedó en el continuo urbano, aunque hasta la década de 1960 no llegó a ser rodeada por una zona residencial.
El acceso a la fábrica se producía por una calle, perpendicular a la carretera, denominada en su origen Arrayanes; posteriormente se ha llamado Los Mártires, y actualmente Pedro Poveda. Tras la incorporación de La Constancia a SECM, ampliaron las instalaciones no solo en cuanto a los talleres sino también con la construcción de un potente edificio de oficinas, que se ha conservado hasta la fecha, del mismo modo que el depósito de agua situado sobre una torre metálica; el resto de las construcciones han desaparecido.
La nueva construcción, que aún se conserva y ha quedado protegida en el Catálogo del PGOU de Linares e incluida en el Catálogo General del Patrimonio Histórico Andaluz, queda formada por dos volúmenes prismáticos unidos por una gran marquesina bajo la que se sitúa el acceso principal a las instalaciones. El volumen situado a la izquierda alojaba los servicios de control de acceso y mercancía, se dispone de dos plantas de 7 m de frente y 8 m de fondo. El volumen principal se situaba a la derecha, con tres plantas, en el se disponían las oficinas y la dirección de la fábrica; su planta rectangular de 16,5 m de frente y 13 m de fondo, engloba en la esquina exterior un cuerpo que destacaba ligeramente en planta y altura; repitiendo de algún modo la planta del volumen de la izquierda. El acceso a las instalaciones queda cubierto por una gran marquesina y cerrado por una reja de 5 m de frente, con puertas laterales para el paso de personas y una central para los vehículos.
Toda la edificación resulta robusta, con una composición sencilla y rigurosa. El zócalo y el encadenado esquinero es de sillares almohadillados, con un acabado rústico. Los huecos quedan recercados con ladrillo rojo con unas piezas de piedra en las esquinas y el alféizar. Una cancela de hierro forjado, de estilo  modernista, cubre el acceso; en ella se lee con grandes caracteres: "Fundación la Constancia" y "Año 1870".

## Galería

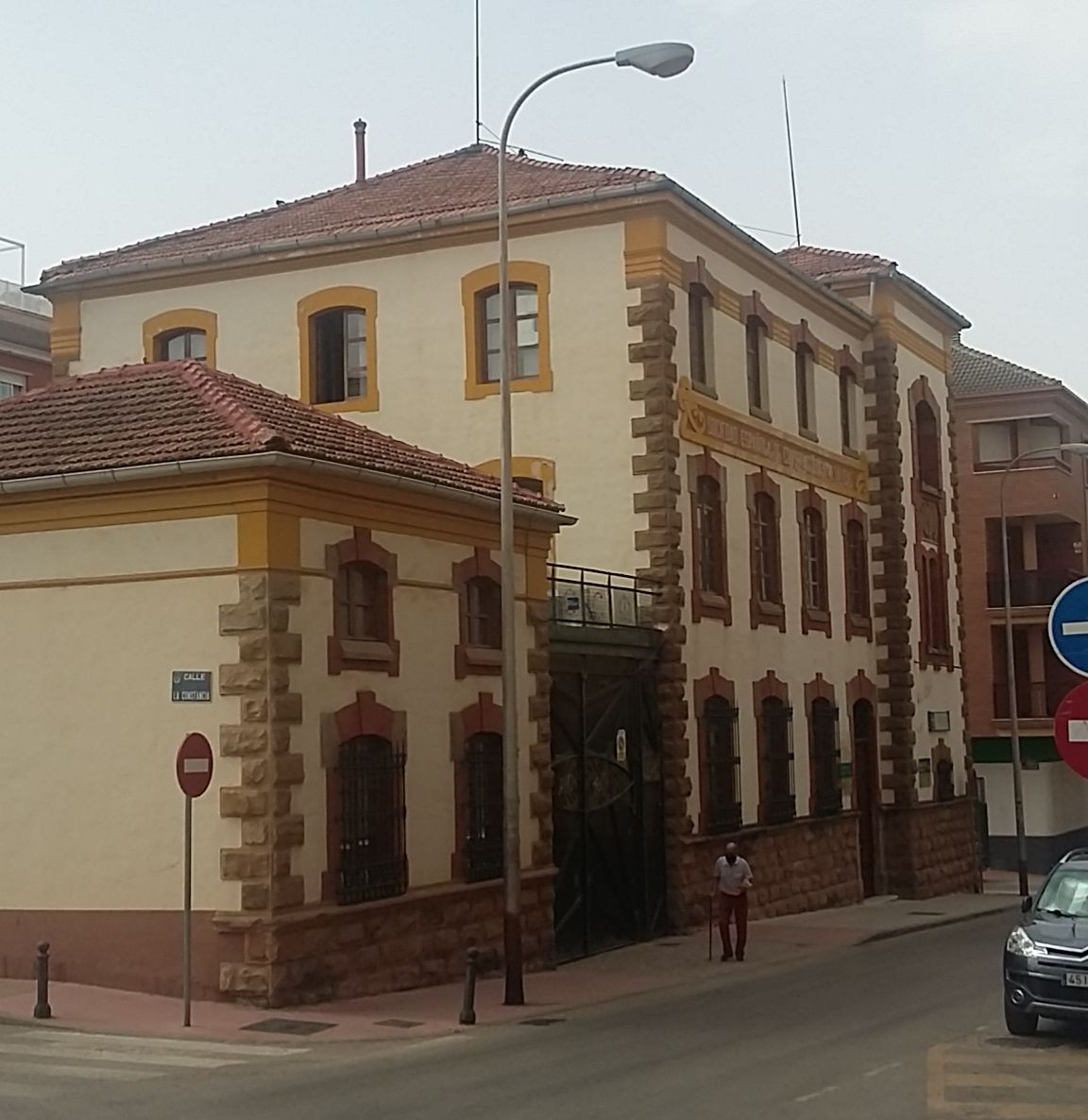
Edificio principal de la Constancia
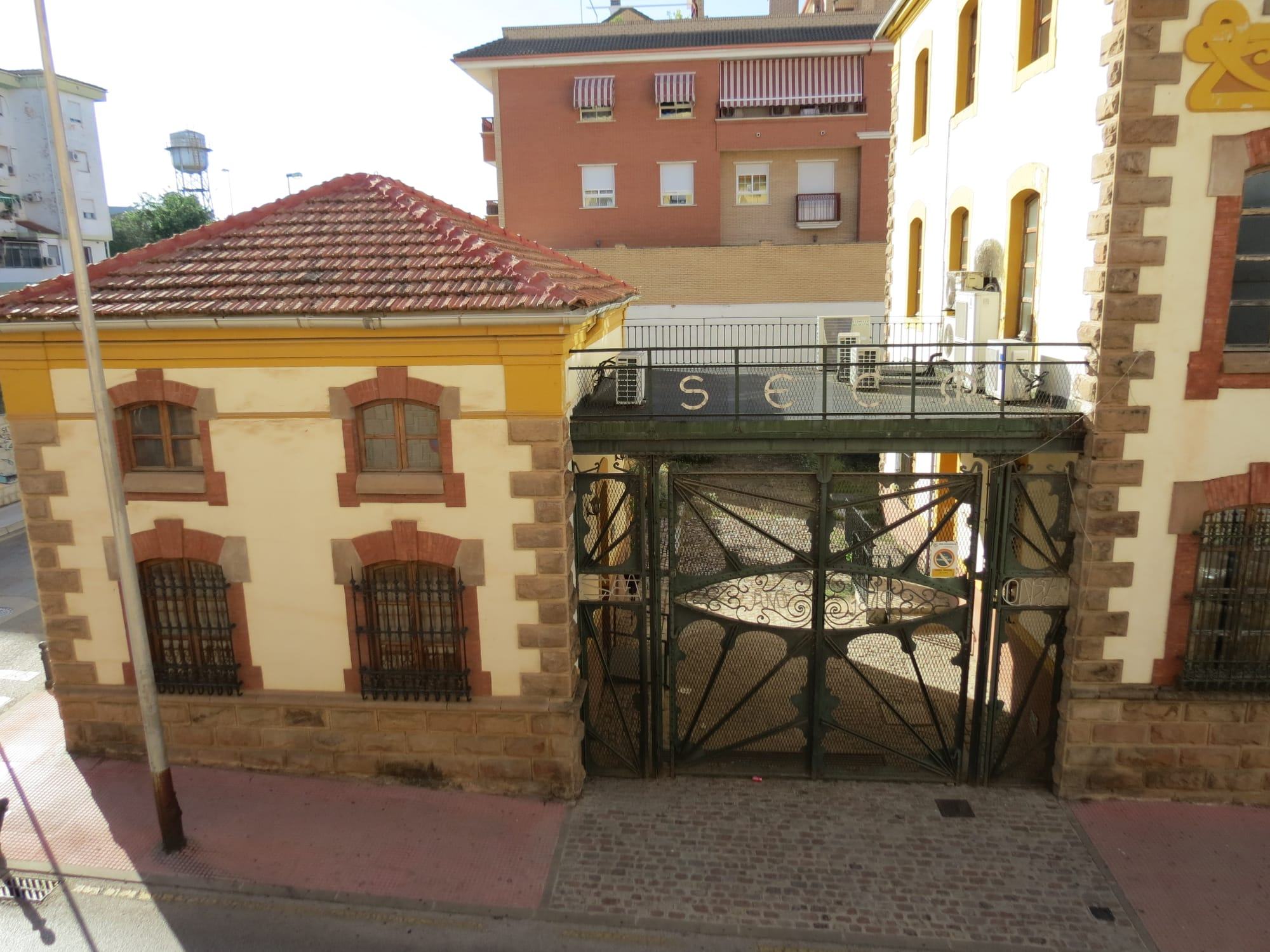
Entrada principal a la Constancia
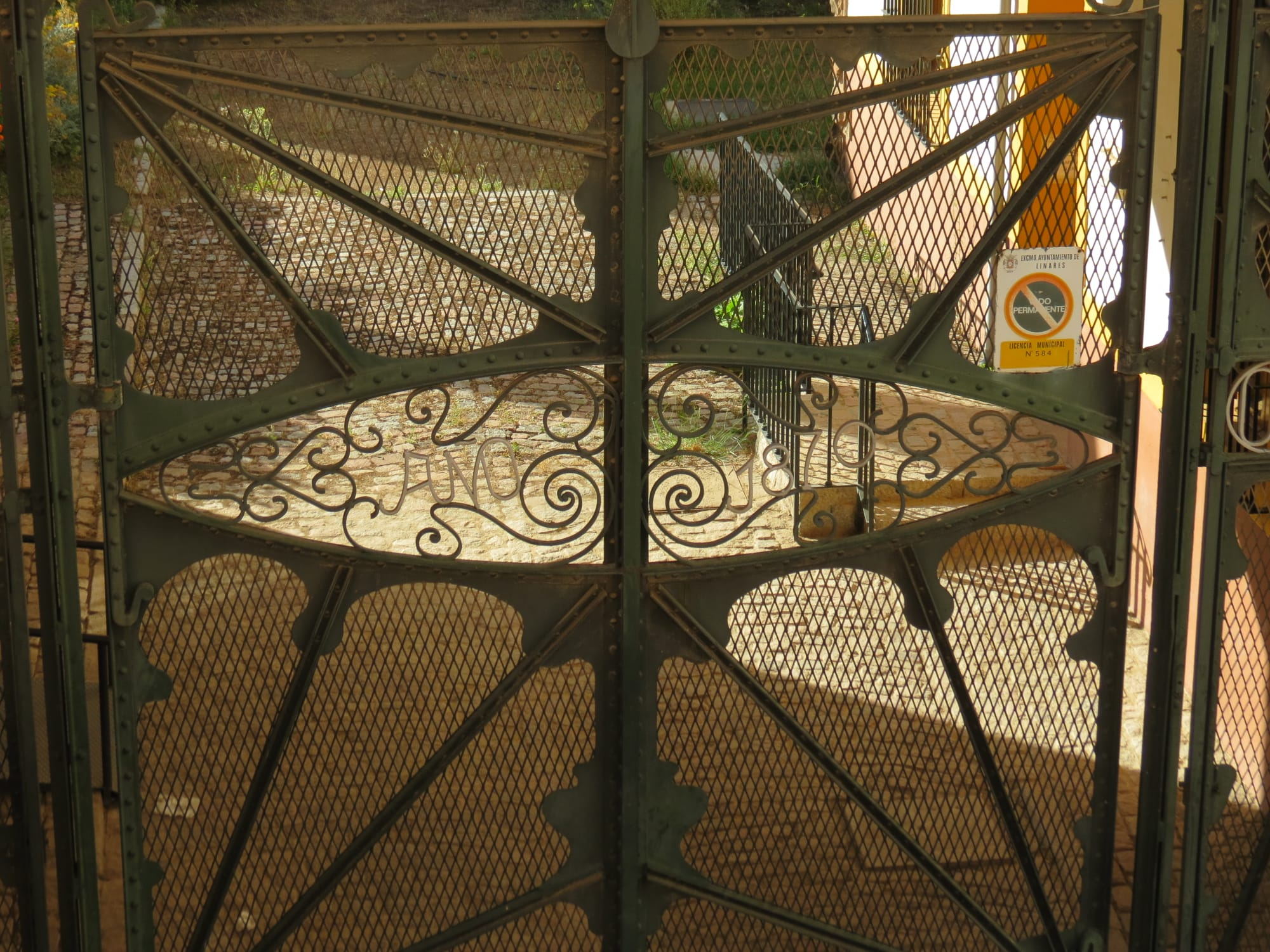
Reja en la portada de acceso
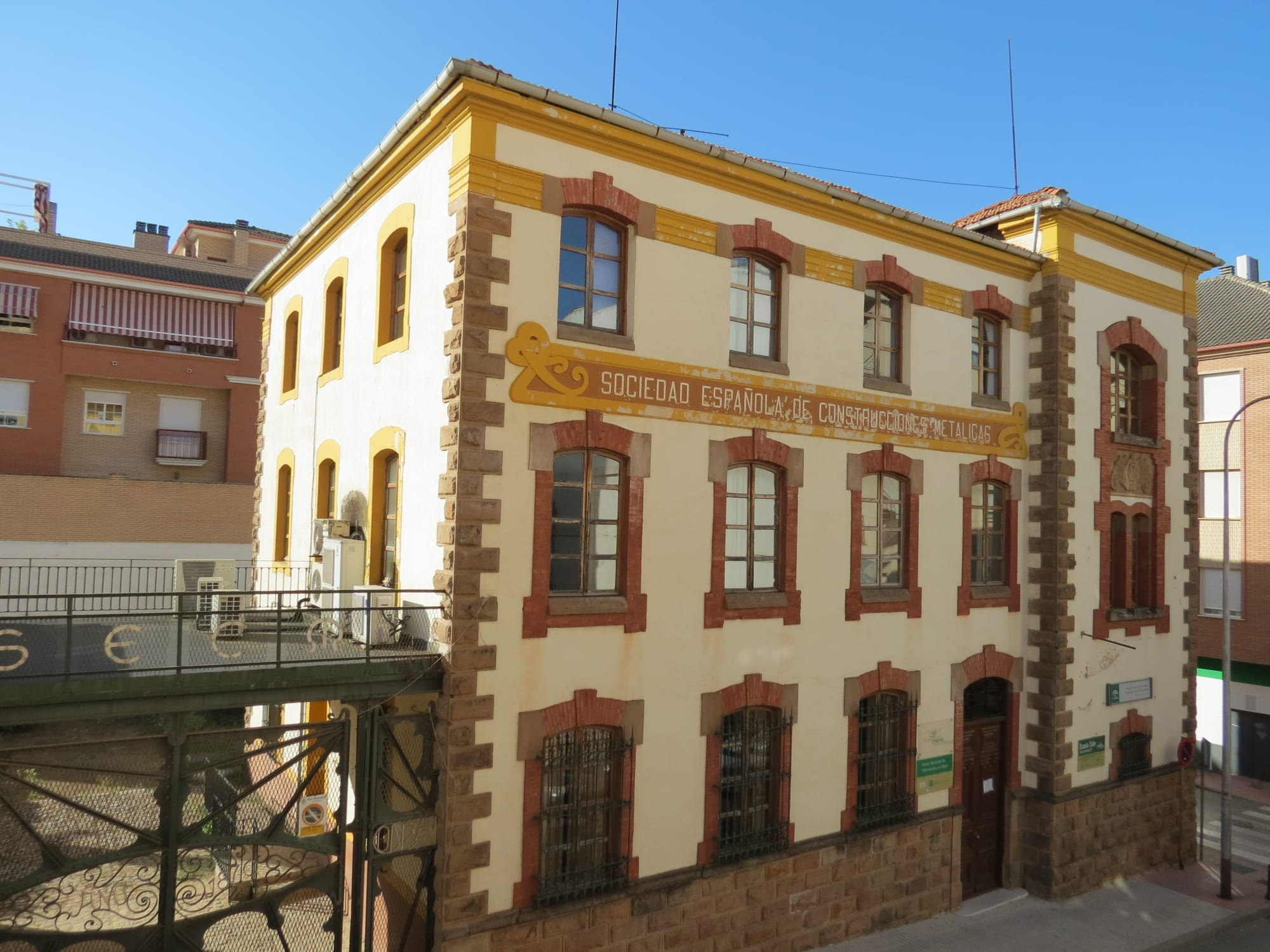
Bloque con las oficinas y dirección
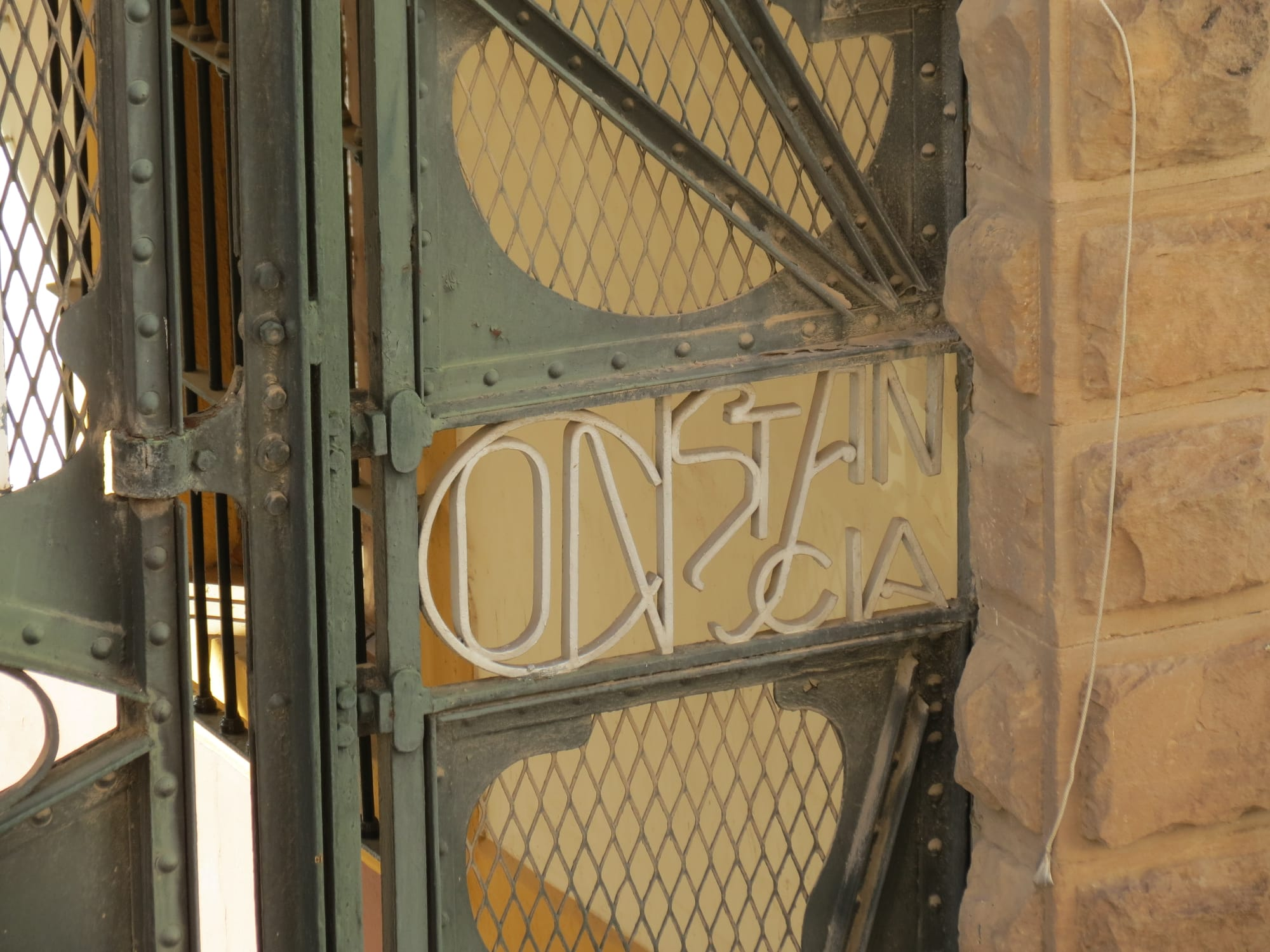
Entrada para los peatones